# Aeropista de Bahía Ballenas
El Aeródromo de Bahía de Ballenas (Código OACI: MX11 - Código DGAC: BBS) es un pequeño aeropuerto privado ubicado al noroeste de Punta de Abreojos, Baja California Sur. Cuenta con una pista de aterrizaje de 1,463 metros de largo y 23 metros de ancho, así como un área destinada al aparcamiento de aeronaves. Actualmente solo se utiliza con fines de aviación general.